# Ловро Звонарек
Ловро Звонарек (хорв. Lovro Zvonarek, нар. 8 травня 2005, Чаковець, Хорватія) — хорватський футболіст, півзахисник мюнхенської «Баварії».
На правах оренди грає в австрійському клубі «Штурм».

## Ігрова кар'єра

### Клубна
Ловро Звонарек є вихованцем футбольної академії хорватського клубу «Славен Белупо». 12 травня 2021 року Ловро дебютував у першій команді в чемпіонаті країни. Забивши свій перший гол на професійному рівні 22 травня 2021 року, Звонарек у віці 16 років і 14 днів став наймолодшим автором голу у вищому дивізіоні Хорватії.
У вересні 2021 року футболіст досяг домовленності про перехід до німецького клубу «Баварія». А влітку 2022 року футболіст приєднався до мюнхенського клубу. Свої виступи у Німеччині Звонарек почав у другій команді «Баварії» - «Баварія II» у Регіональній лізі. 28 вересня 2022 року англійська газета The Guardian назвала його одним з 60-ти найкращих футболістів світу 2005 року народження.
Починаючи з сезону 2023/24 головний тренер першої команди Томас Тухель почав залучати футболіста до головної команди «Баварії».
Сезон 2024/25 Звонарек провів в оренді в австрійському клубі «Штурм».

### Збірна
З 2019 року Ловро Звонарек виступав за юнацькі збірні Хорватії всіх вікових категорій.

## Досягнення
Штурм
 Чемпіон Австрії (1): 2024/25